# Garići
Garići (szerbül: Гарићи), falu Bosznia-Hercegovinában, a Bosanska Krajina keleti részén, Kotor-Varoš községben, a Szerb Köztársaságban. 

## Fekvése
A település Bosznia-Hercegovina északi részén, Banja Lukától légvonalban 32, közúton 46 km-re délkeletre, községközpontjától légvonalban 10, közúton 14 km-re délkeletre, a Dubočaj és Žilica-patakok mentén, az Uzlomac-hegység lábánál és délnyugati nyúlványain, 370-880 méteres magasságban található. A település központja 420-470 méteres magasságban található.

## Népessége
| Nemzetiségi csoport | Népesség 1991 | Népesség 2013 |
| ------------------- | ------------- | ------------- |
| Szerb               | 344           | 175           |
| Bosnyák             | 984           | 402           |
| Horvát              | 1             | 1             |
| Jugoszláv           | 4             | 0             |
| Egyéb               | 5             | 12            |
| Összesen            | 1341          | 590           |

## Története
A vegyes lakosságú település 1878-ig tartozott az Oszmán Birodalomhoz, ekkor a berlini kongresszus határozata alapján az Osztrák-Magyar Monarchia része lett. 1879-ben az első osztrák-magyar népszámlálás során a Banja Luka-i járáshoz tartozó településnek 31 háztartása, 171 muszlim és 154 ortodox lakosa volt.  1910-ben a Kotor Varoš-i járáshoz tartozó településen 47 háztartást, 284 muszlim és 135 ortodox lakost találtak. A monarchia szétesésével 1918-ban előbb a Szerb-Horvát-Szlovén Királyság, majd 1929-től a Jugoszláv Királyság része lett. 1921-ben 392 lakosa volt, melyből 278 muszlim és 114 ortodox katolikus volt. Az 1929-es törvény értelmében, amikor Bosznia-Hercegovinát négy banovinára, Drinskára, Vrbaskára, Zetskára és Primorskára osztották, a település a Vrbaska banovina része lett, amelynek székhelye Banja Luka volt. 
Jugoszlávia megszállása után a Független Horvát Állam (NDH) része lett. A második világháború után 1992-ig a szocialista Jugoszlávia részeként a Bosznia-Hercegovinai Népköztársasághoz tartozott. A boszniai háború során 1992 októberében a szerb hadsereg kiűzte a teljes bosnyák lakosságot. 1992 tavaszán a boszniai szerb erők megkezdték az etnikai tisztogatást az egész boszniai Krajinában. A bosnyákokat és horvátokat tömegesen gyilkolták meg, a többieket száműzték. Településeiket teljesen elpusztították, akárcsak a Vrbanja-völgy más részein, Kruševo Brdótól a folyó orbászi torkolatáig. 
A boszniai háborút lezáró daytoni békeszerződést követő területfelosztásnál Kotor-Varoš község részeként a Szerb Köztársaság területéhez került. 

## Oktatás
- A Kotor-Varoš-i Petar Petrović Njegoš Általános Iskola területi iskolája

## Nevezetességei
- Szent Pantaleimon tiszteletére szentelt pravoszláv temploma

- A falu mecsete